# Catharsius somalicus
Catharsius somalicus là một loài bọ cánh cứng trong họ Bọ hung (Scarabaeidae).